# 石岭镇 (资阳市)
石岭镇，是中华人民共和国四川省资阳市雁江区下辖的一个乡镇级行政单位。

## 行政区划
石岭镇下辖以下地区：
石岭场社区、石岭村、土桥村、梓桐村、两义村、义和村、五一村、长沟村、水竹村、广济村、群力村、石河村、大山村、二龙村、白果村、洪湖村、高峰村、红雀村、尖山村和培德村。